# Forêts mixtes cantabriques
Localisation
Les forêts cantabriques mixtes forment une écorégion terrestre définie par le Fonds mondial pour la nature (WWF), située le long de la cordillère Cantabrique et dans le Nord-Ouest de la péninsule Ibérique. Elle appartient au biome des forêts de feuillus et forêts mixtes tempérées dans l'écozone paléarctique.